# Ron Haslam

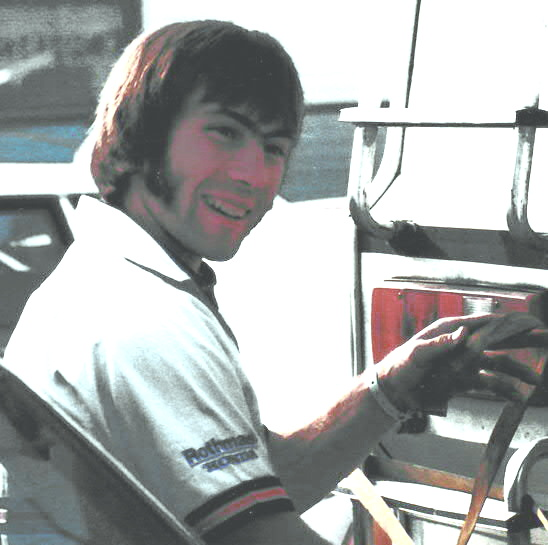
Haslam 1985 beim Bol d’Or

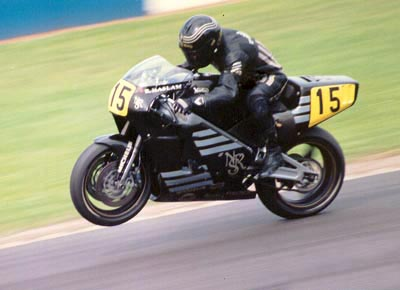
Ron Haslam auf Norton

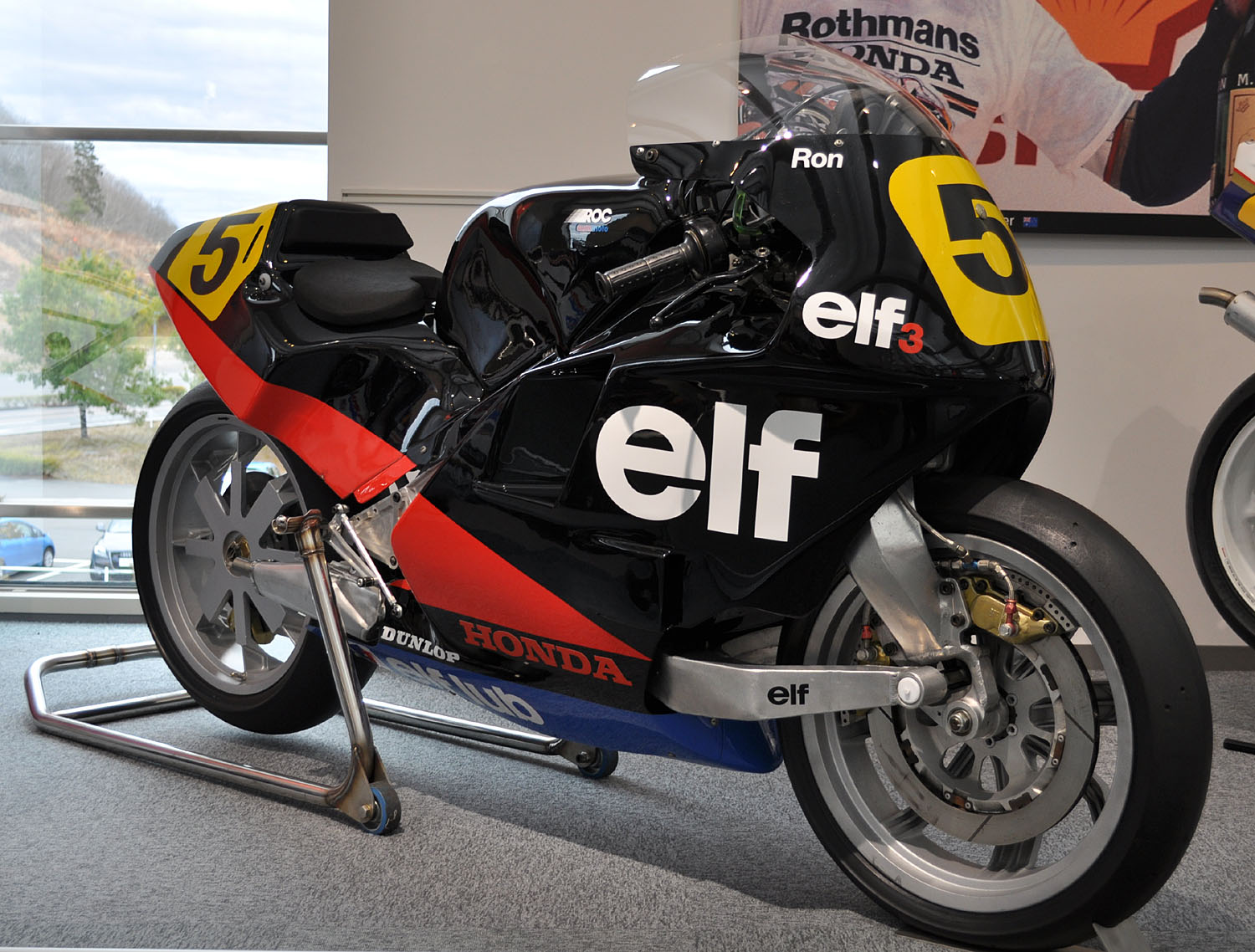
Haslams Elf 3 der Saison 1986

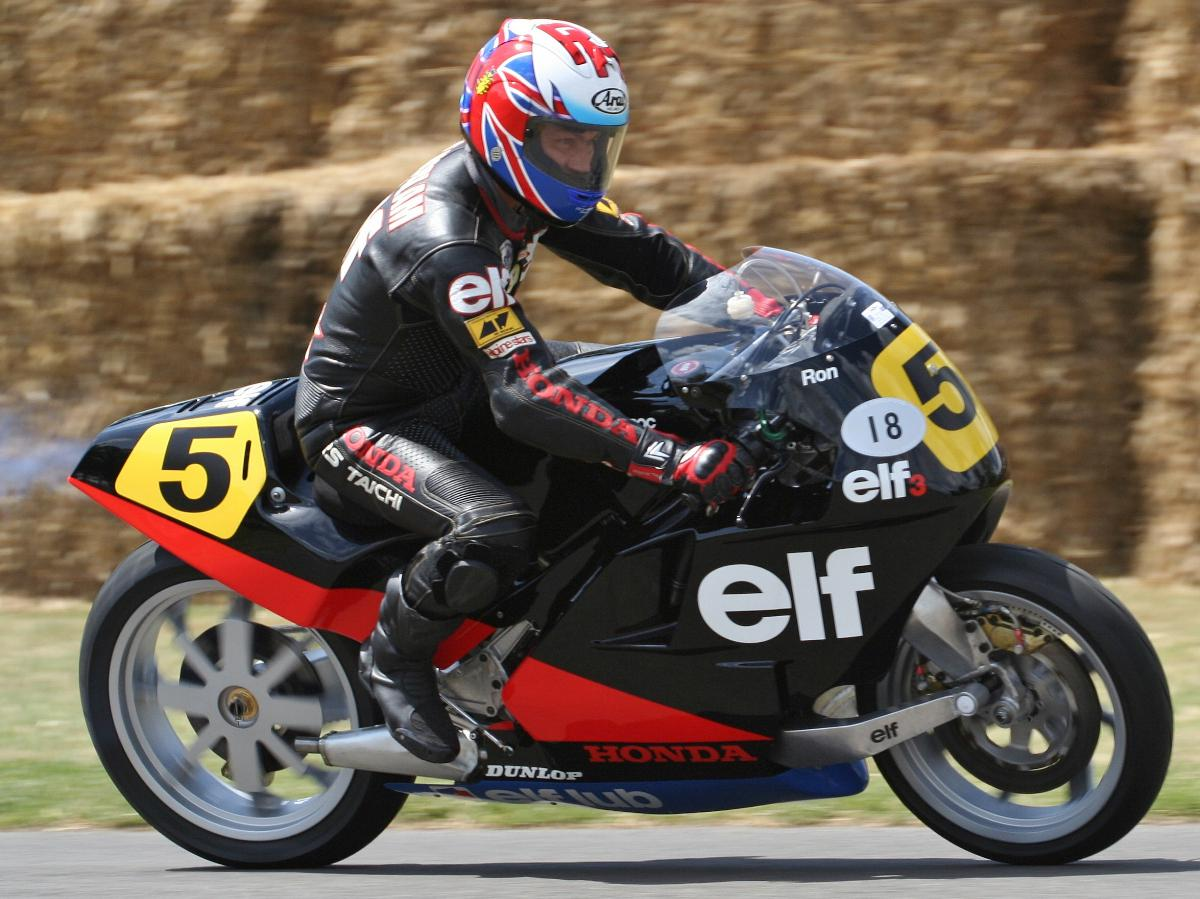
Haslam auf der Elf 3

„Rocket“ Ron Haslam (* 22. Juni 1957 in Langley Mill, Nottinghamshire, England) ist ein ehemaliger britischer Motorradrennfahrer, der im Laufe seiner Karriere drei Weltmeisterschaften und vier Britische Meisterschaften gewinnen konnte und insgesamt 106 Grands Prix in der Motorrad-Weltmeisterschaft bestritten hat.
Ron Haslam ist der Vater von Leon Haslam, der aktuell in der Superbike-Weltmeisterschaft startet. Wegen seiner oft sehr guten Starts erhielt er den Spitznamen Rocket Ron.

## Karriere
Haslam begann seine Karriere 1972 im Alter von 15 Jahren auf der 750-cm³-Norton Commando seiner Brüder Phil und Terry. In seinen ersten beiden Rennen in Cadwell Park wurde er Siebenter und Achter. Im Jahr 1978 fuhr er Rennen in den Klassen 125 cm³, 250 cm³, 500 cm³, 1000 cm³, Superbike und TT-F1. Im Jahr darauf zusätzlich noch in der 350-cm³-Klasse. In Oulton Park und 1979 in Carnaby gewann er jeweils an einem Tag Rennen in fünf verschiedenen Klassen.
Haslam fuhr viele Langstreckenrennen. Sein größter Erfolg in dieser Rennserie war der zweite Platz beim 8-Stunden-Rennen von Suzuka 1979.
Sein erstes Rennen in der Motorrad-Weltmeisterschaft bestritt Ron Haslam 1977 auf einer 500-cm³-Suzuki in Silverstone. Im Jahr 1982 folgten drei weitere Grands Prix auf der Zweitakt-Honda NR 500 mit den Plätzen zwölf, elf und 15, sowie ein Sieg in dem nicht zur Weltmeisterschaft zählenden Rennen in Kuala Lumpur auf einer Zweitakt-Honda. Für die Saison 1983 erhielt Haslam einen Honda-Werksvertrag an der Seite von Freddie Spencer. Der Brite blieb in der 500-cm³-Weltmeisterschaft bis zum Ende der Saison 1990. Er erreichte 61 Top-Ten-Platzierungen, darunter neun Podestplätze. Sein größter Erfolg war der zweite Platz hinter Randy Mamola in Assen 1985. In der Saison 1987 erreichte er mit dem vierten WM-Rang hinter Wayne Gardner, Randy Mamola und Eddie Lawson sein bestes Meisterschaftsergebnis.
Heute unterstützt Ron Haslam seinen Sohn Leon bei dessen Rennkarriere und betreibt eine Rennfahrerschule in Donington Park.

## Statistik

### Erfolge
- 1979 – Britischer TT-F1-Meister
- 1979 – TT-F1-Weltmeister auf Honda
- 1980 – TT-F3-Weltmeister auf Honda
- 1981 – Sieger der MCN-British-Streetbike-Meisterschaft
- 1982 – Britischer TT-F1-Meister
- 1984 – Sieger der ITV-World-of-Sport-Superbike-Meisterschaft
- 6 Siege beim Macau-Grand-Prix
- 5 Siege beim Ulster Grand Prix

### Isle-of-Man-TT-Siege
| Jahr | Klasse | Maschine | Durchschnittsgeschwindigkeit |
| ---- | ------ | -------- | ---------------------------- |
| 1982 | TT-F1  | Honda    | 113,33 mph (182,39 km/h)     |

### North-West-200-Siege
| Jahr | Klasse             | Maschine | Durchschnittsgeschwindigkeit |
| ---- | ------------------ | -------- | ---------------------------- |
| 1982 | Superbike Rennen 1 | Honda    | 121,88 mph (196,15 km/h)     |